# Asy myśliwskie Belgii (I wojna światowa)
Lista belgijskich asów myśliwskich z I wojny światowej. Należących do Belgijskie Siły Powietrzne (W marcu 1915 roku istniejące od kwietnia 1919 roku Compagnie des Ouvries et Aérostiers zostało przemianowane na Aviation Militaire Belge).
| Stopień      | Nazwisko                | Zdjęcie | Ilość zwycięstw | Jednostki                                                       | Data śmierci | Samoloty             | Dodatkowe informacje                                                                               |
| ------------ | ----------------------- | ------- | --------------- | --------------------------------------------------------------- | ------------ | -------------------- | -------------------------------------------------------------------------------------------------- |
| Major        | Willy Coppens           |         | 37              | 1ere Escadrille, 4me Escadrille, 6me Escadrille                 | 21.12.1986   |                      | Balloon Buster, Order Leopolda II, Order Domowy pw. świętych Maurycego i Łazarza, Virtuti Militari |
| Porucznik    | Andre de Meulemeester   |         | 11              | 1ere Escadrille, 9me Escadrille                                 | 7.03.1973    |                      | Order Leopolda II                                                                                  |
| Kapitan      | Edmond Thieffry         |         | 10              | 4me Escadrille, 5me Escadrille                                  | 11.07.1929   | Nieuport             | Order Leopolda II                                                                                  |
| Podporucznik | Fernand Jacquet         |         | 7               | 1ere Escadrille, 2me Escadrille                                 | 12.11.1947   | Nieuport             | Legia Honorowa                                                                                     |
| Sierżant     | Adolphe duBois d'Aische |         | 6               | F71                                                             | 7.10.1958    |                      | francuski Krzyż Wojenny                                                                            |
| Porucznik    | Jan Olieslagers         |         | 6               | 1ere Escadrille, 2me Escadrille, 5me Escadrille, 9me Escadrille | 23.03.1942   | Nieuport 10, Hanriot | Order Leopolda II, Order św. Anny, Legia Honorowa                                                  |